# ماریو ونتیمیلیا
ماریو ونتیمیلیا (انگلیسی: Mario Ventimiglia; ۷ مارس ۱۹۲۱ – 2005) بازیکن فوتبال اهل ایتالیا بود.
از باشگاه‌هایی که در آن بازی کرده‌است می‌توان به باشگاه فوتبال یوونتوس و باشگاه فوتبال سمپدوریا اشاره کرد.